# Rzymski Statut Międzynarodowego Trybunału Karnego
     Państwa, które przyjęły Rzymski Statut
     Państwa, które podpisały ale nie ratyfikowały
     Państwa, które wycofały swoje członkostwo
     Państwa, które wycofały swój podpis
     Państwa, które nie podpisały i nie ratyfikowały

Mapa państw sygnatariuszy Rzymskiego Statutu
Państwa, które przyjęły Rzymski Statut
Państwa, które podpisały ale nie ratyfikowały
Państwa, które wycofały swoje członkostwo
Państwa, które wycofały swój podpis
Państwa, które nie podpisały i nie ratyfikowały

Rzymski Statut Międzynarodowego Trybunału Karnego – akt prawa międzynarodowego przyjęty w dniu 17 lipca 1998 r., by nie dopuszczać do bezkarności sprawców zbrodni przeciwko ludzkości, ludobójstw, zbrodni wojennych i zbrodni agresji oraz aby chronić pokój, bezpieczeństwo i pomyślność świata.
Państwa, które go przyjęły potwierdzają cele i zasady Karty Narodów Zjednoczonych. Został przyjęty, aby „dla dobra obecnych i przyszłych pokoleń utworzyć niezależny stały Międzynarodowy Trybunał Karny związany z systemem Narodów Zjednoczonych, posiadający jurysdykcję w stosunku do najpoważniejszych zbrodni wagi międzynarodowej”.